# Isaak Touré
Souleymane Isaak Touré (Gonesse, Francia, 28 de marzo de 2003) es un futbolista francés que juega como defensa en el F. C. Lorient de la Ligue 1.

## Trayectoria
El 11 de julio de 2020 firmó su primer contrato profesional con el Le Havre A. C. Debutó como profesional en una victoria por 1-0 en la Ligue 2 contra el Amiens S. C. el 29 de agosto.
El 30 de junio de 2022 fichó por el Olympique de Marsella de la Ligue 1 con un contrato de cinco años.
El 3 de enero de 2023 se incorporó al A. J. Auxerre en calidad de cedido hasta final de temporada.

## Estadísticas

### Clubes
Actualizado al último partido disputado el 30 de octubre de 2024.
| Club                          | Div.          | Temporada     | Liga  | Liga  | Copas nacionales | Copas nacionales | Copas internacionales | Copas internacionales | Total | Total |
| Club                          | Div.          | Temporada     | Part. | Goles | Part.            | Goles            | Part.                 | Goles                 | Part. | Goles |
| ----------------------------- | ------------- | ------------- | ----- | ----- | ---------------- | ---------------- | --------------------- | --------------------- | ----- | ----- |
| Le Havre A. C. II Francia     | 5.ª           | 2019-20       | 3     | 0     | —                | —                | —                     | —                     | 3     | 0     |
| Le Havre A. C. II Francia     | 5.ª           | 2020-21       | 1     | 0     | —                | —                | —                     | —                     | 1     | 0     |
| Le Havre A. C. II Francia     | Total club    | Total club    | 4     | 0     | 0                | 0                | 0                     | 0                     | 4     | 0     |
| Le Havre A. C. Francia        | 2.ª           | 2020-21       | 1     | 0     | 0                | 0                | —                     | —                     | 1     | 0     |
| Le Havre A. C. Francia        | 2.ª           | 2021-22       | 17    | 0     | 0                | 0                | —                     | —                     | 17    | 0     |
| Le Havre A. C. Francia        | Total club    | Total club    | 18    | 0     | 0                | 0                | 0                     | 0                     | 18    | 0     |
| Olympique de Marsella Francia | 1.ª           | 2022-23       | 5     | 0     | 0                | 0                | 0                     | 0                     | 5     | 0     |
| Olympique de Marsella Francia | Total club    | Total club    | 5     | 0     | 0                | 0                | 0                     | 0                     | 5     | 0     |
| A. J. Auxerre Francia         | 1.ª           | 2022-23       | 19    | 1     | 1                | 0                | —                     | —                     | 20    | 1     |
| A. J. Auxerre Francia         | Total club    | Total club    | 19    | 1     | 1                | 0                | 0                     | 0                     | 20    | 1     |
| F. C. Lorient Francia         | 1.ª           | 2023-24       | 24    | 1     | 0                | 0                | —                     | —                     | 24    | 1     |
| F. C. Lorient Francia         | Total club    | Total club    | 24    | 1     | 0                | 0                | 0                     | 0                     | 24    | 1     |
| Udinese Calcio · Italia       | 1.ª           | 2024-25       | 5     | 0     | 2                | 0                | —                     | —                     | 7     | 0     |
| Udinese Calcio · Italia       | Total club    | Total club    | 5     | 0     | 2                | 0                | 0                     | 0                     | 7     | 0     |
| Total carrera                 | Total carrera | Total carrera | 75    | 2     | 3                | 0                | 0                     | 0                     | 78    | 2     |